# La otra orilla (libro)
La otra orilla es el noveno libro de cuentos, si bien el primero en ser concebido, del escritor argentino Julio Cortázar. Fue escrito entre 1937 y 1945, y publicado de manera póstuma en 1994, al inicio de los Cuentos completos del autor, publicados por la editorial Alfaguara en dos tomos. Fue el primer volumen de relatos que Cortázar completó y estuvo a punto de ser publicado por la editorial Nova en febrero de 1946, pero el plan no se concretó.

## Cuentos
La otra orilla consta de trece cuentos divididos en tres secciones de nombre: «Plagios y traducciones», «Historias de Gabriel Medrano» y «Prolegómenos a la astronomía».

### Plagios y traducciones
- El hijo del vampiro
- Las manos que crecen
- Llama el teléfono, Delia
- Profunda siesta de Remi
- Puzzle

### Historias de Gabriel Medrano
- Retorno de la noche
- Bruja
- Mudanza
- Distante espejo

### Prolegómenos a la astronomía
- De la simetría interplanetaria
- Los limpiadores de estrellas
- Breve curso de oceanografía
- Estación de la mano